# Platanthera mixta
Platanthera mixta är en orkidéart som beskrevs av Peter Gennadievich Efimov. Platanthera mixta ingår i släktet nattvioler, och familjen orkidéer. Inga underarter finns listade i Catalogue of Life.